# Reserva natural educativa Colonia Benítez
La reserva natural educativa Colonia Benítez es una reserva natural ubicada en el municipio de Colonia Benítez, departamento Primero de Mayo, provincia del Chaco en Argentina. Resguarda una muestra del monte fuerte representativo del Chaco Oriental que incluye un quebrachal y sectores de pastizales húmedos. Se encuentra a unos 15 kilómetros de Resistencia.

## Creación y categorización
Por iniciativa del botánico e investigador del Instituto Nacional de Tecnología Agropecuaria (INTA), Augusto Schulz, el 13 de agosto de 1965 la resolución n.º 437 del consejo directivo del INTA creó la reserva biológica Colonia Benítez, designando a Schulz como custodio de la reserva. Para proteger una muestra representativa ambientes naturales típicos del Chaco húmedo Schulz propuso realizar una clausura de un sector de la Estación Experimental Agropecuaria Colonia Benítez del INTA. El predio boscoso protegido fue cuidadosamente relevado por Augusto Schulz, quien editó un listado con las especies vegetales presentes en el lugar. 
La categoría reserva natural estricta fue creada por el decreto n.º 2148/1990 de 10 de octubre de 1990 para ser aplicada por decreto del Gobierno nacional a sectores de los parques nacionales existentes y convertirlos en sus núcleos intangibles. Fue definida como: aquellas áreas del dominio de la Nación de gran valor biológico que sean representativas de los distintos ecosistemas del país o que contengan importantes poblaciones de especies animales o vegetales autóctonas. Esta norma fue complementada por el decreto n.º 2149/1990 del mismo día que creó reservas naturales estrictas ubicadas en parques nacionales y en el monumento nacional de los Bosques Petrificados. Este decreto creó además 3 reservas naturales estrictas en áreas de dominio de la Nación que no estaban incorporadas al sistema nacional, entre ellas la reserva natural estricta Colonia Benítez, en las que las provincias mantuvieron su jurisdicción respectiva no cedida. Para crear esta reserva natural el decreto designó a la clausura de la estación Colonia Benítez del INTA.
Debido a la escasa superficie de la reserva, a su imposibilidad de ampliación y a que la gran transformación del ambiente circundante no permite garantizar a perpetuidad las condiciones originarias del área, el 11 de septiembre de 2002 fue recategorizada a reserva natural educativa mediante el decreto n.º 1798/2002.

Artículo 1 - Recategorizar la Reserva Natural Estricta Colonia Benítez, como Reserva Natural Educativa, en el marco de lo establecido en el Decreto N 453/94.
 Artículo 2 - El área recategorizada mantendrá los límites establecidos mediante Decreto N 2149/90.

La categoría reserva natural educativa fue establecida por el decreto n.º 453/1994 de 24 de marzo de 1994 para ser declarada por el Poder ejecutivo nacional en: aquellas áreas que, por sus particularidades o por su ubicación contigua o cercana a las Reservas Naturales Estrictas o Silvestres, brinden oportunidades especiales de educación ambiental o de interpretación de la naturaleza.

## Características generales
La reserva comprende dos sectores físicamente separados conocidos como:
- Clausura Schulz: de 7 ha, en el extremo norte del Lote 24, predio dentro de la Estación Experimental Agropecuaria Colonia Benítez, del Instituto Nacional de Tecnología Agropecuaria (INTA).
- Clausura Quebrachal: de 1 ha, se halla en el Lote 36, predio dentro de la Estación Experimental Agropecuaria del INTA.

El área protegida alcanza una particular trascendencia regional debido al reconocimiento popular que tiene la obra de Schulz dentro de la provincia del Chaco. Así, por ejemplo, la localidad de Colonia Benítez ha sido declarada como la Capital Botánica del Chaco y a Augusto Schulz se lo galardonó con el título doctor honoris causa por la Universidad Nacional del Nordeste.
Desde 2007 la reserva cuenta con 2 guardaparques permanentes, cuya sede se encuentra en el predio del INTA en la localidad de Colonia Benítez.

## Ecología
El área protegida de 8 ha resguarda un relicto en muy buen estado de conservación del monte fuerte representativo del Chaco Oriental. El área pertenece a la llamada subregión de esteros, cañadas y selvas de ribera, dentro del distrito oriental de la provincia Chaqueña. El clima es mesotermal húmedo, con escasas lluvias invernales. Por otro lado, las temperaturas del mes más cálido superan los 22 °C y la media anual es superior a los 18 °C.

### Unidades fisonómicas
En el área protegida se distinguen las siguientes unidades fisonómicas:
- Selva de ribera: de 3 ha, se encuentra en un antiguo albardón y posee una vegetación de monte más bien alto formado sobre albardones recientes.
- Monte fuerte: un quebrachal de 2 ha, a manera de monte ralo acompañado por arbustos espinosos, crece en un suelo bajo y algo inundable.
- Estero: linda con el manchón de selva de ribera y como relictos de antiguos cauces, se desarrolla en una depresión de 2 ha, de terreno mayormente anegado y en donde crecen principalmente ciperáceas.

### Flora
Los árboles más importantes del lugar son: el espina corona, el Francisco Álvarez -de igual familia que la santa rita-, el lapacho y el ombú, que aquí tiene parte de su hábitat original.
El sotobosque está cubierto por manchones de chaguares de grandes inflorescencias rojizas. También son comunes las orquídeas terrestres.

### Fauna
En este relicto de bosque nativo se encuentran muchas aves silvestres. Entre éstas, la más frecuente es el picaflor común y el boyero ala amarilla, perceptible por sus variadas y extrañas vocalizaciones. El tucán común aún visita esta reserva en pequeños grupos.